# Maletín atómico
El maletín atómico o también llamado maletín nuclear es un sistema implementado por los gobiernos de los Estados Unidos, Rusia y Francia, en el cual los presidentes de cada país, dentro de sus atribuciones como parte del poder Ejecutivo, autorizan el uso de armas nucleares, como el lanzamiento de una bomba atómica. No es posible conocer públicamente de forma detallada sobre el funcionamiento y los mecanismos utilizados una vez que se activara esta función, debido a la naturaleza ultrasecreta con la cual se maneja, como parte de la defensa de cada país que posee armas nucleares. Se entiende que al activar este mecanismo presionando un botón desde un maletín, no se ejecuta directamente el arma nuclear a utilizar, sino que es aprobada la orden para hacerlo, la cual debe ser ejecutada por una unidad militar encargada del asunto. Mientras que en Rusia el sistema es conocido como Cheget (en ruso: чегет), en los Estados Unidos es denominado como balón nuclear (en inglés: nuclear football). 

## Historia
La primera aparición de un maletín atómico fue en los Estados Unidos durante la presidencia de Dwight D. Eisenhower, durante la crisis de los misiles de Cuba a comienzos de la década de 1960, dentro del contexto de la Guerra Fría. De esta manera, se garantizó que únicamente el comandante en jefe de las Fuerzas Armadas del país, en este caso, el Presidente, pudiera ordenar un ataque nuclear de forma explícita presionando un botón ubicado dentro de un maletín. 

## Situación por país

### Estados Unidos

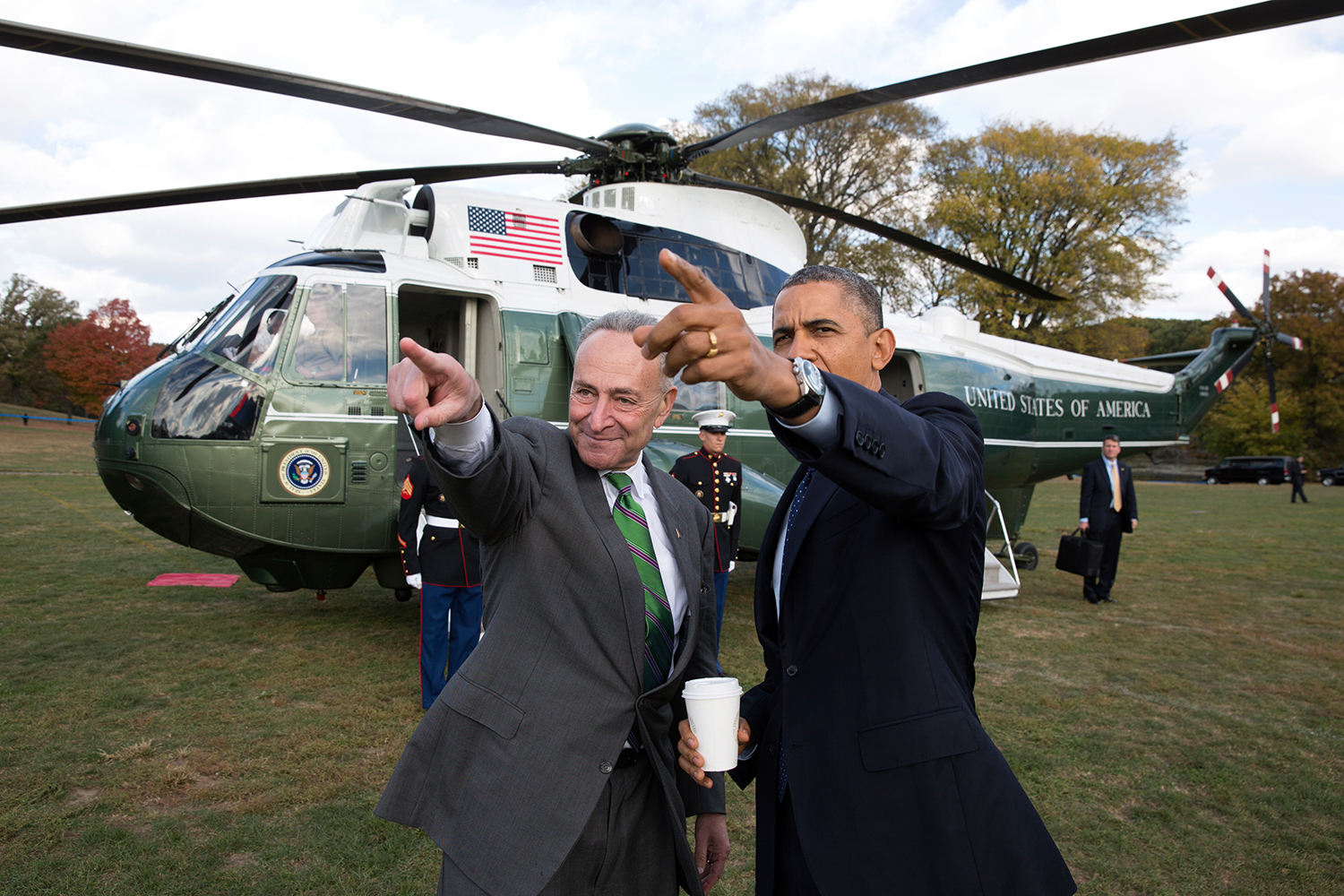
El Presidente Barack Obama en una actividad con el balón nuclear siendo cargado por un funcionario en la parte trasera a la derecha de la fotografía, junto al helicóptero

La maleta nuclear, comúnmente conocida en Estados Unidos como "balón de fútbol nuclear" o "Cartera de Emergencia del Presidente", es un maletín negro especialmente diseñado por la marca estadounidense Zero Halliburton, de unos 20 kilos de peso. Este dispositivo es utilizado por el presidente de los Estados Unidos en situaciones de emergencia. Permite la autorización para el uso de armas nucleares y está concebido para facilitar una conexión segura y autónoma con miembros del Consejo de Seguridad Nacional, desplazándose de los centros de mando tradicionales, como la Casa Blanca. Su función es garantizar que el presidente pueda recibir asesoramiento sobre la situación actual y emitir órdenes operativas, incluidas las relacionadas con armamento nuclear.

### Rusia

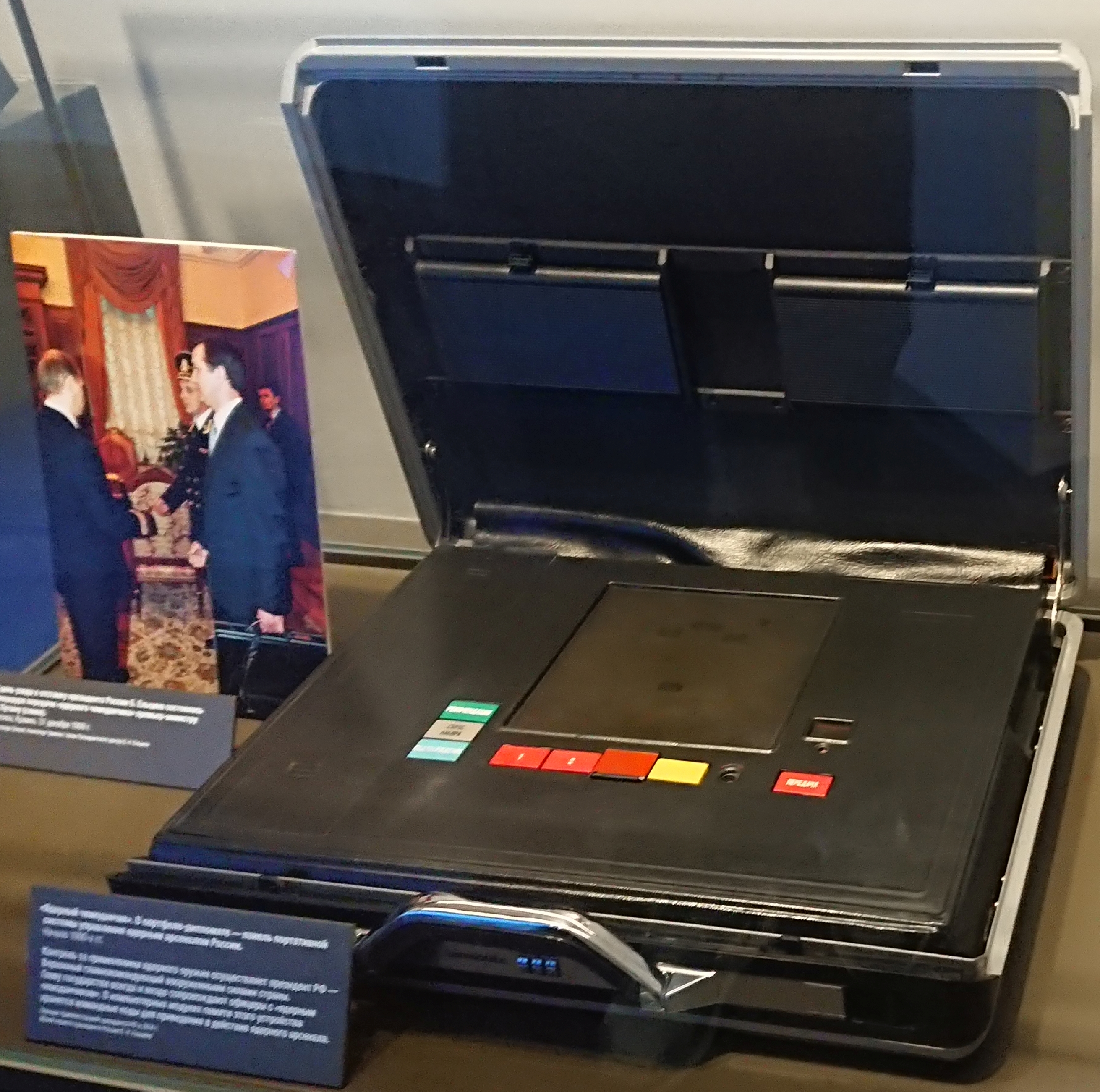
Maletín atómico usado por el presidente de Rusia en la década de 1990. Hoy se conserva en un museo ruso.

La contraparte rusa del sistema de control nuclear estadounidense se denomina Cheget (en ruso: чегет), el cual es un nombre en clave que hace alusión a un monte ruso en Kabardia-Balkaria. Se asigna un Cheget al Presidente, al Ministro de Defensa y al Jefe del Estado Mayor, quienes lo utilizan para autorizar un ataque nuclear por parte de la Federación Rusa. No hay fuentes confiables que detallen el proceso específico de autorización previo a un ataque nuclear. Se considera posible que un ataque nuclear pueda ser ordenado no solo por el presidente, sino también, en situaciones de crisis, por cada uno de los titulares autorizados para el uso del Cheget de manera independiente. Tras el ataque ruso a Ucrania en 2022, un ex general de la OTAN indicó que serían necesarias al menos dos de las tres maletas para llevar a cabo un ataque nuclear.
Los Chegets son parte del sistema Kazbek y están interconectados con el sistema Kavkaz. Funcionan como estaciones móviles de comunicación y mando para los tres presuntos comandantes en jefe del arsenal nuclear. El sistema Kazbek actúa como un sistema de comunicación y distribución de mando para todas las unidades militares estratégicas, mientras que el sistema Kavkaz proporciona una comunicación de alta seguridad para el liderazgo político.